# 610 Valeska
610 Valeska је астероид главног астероидног појаса са средњом удаљеношћу од Сунца која износи 3,084 астрономских јединица (АЈ).
Апсолутна магнитуда астероида је 12,1 а геометријски албедо 0,060.